# Cantone di Montes de Oca
Il cantone di Montes de Oca è un cantone della Costa Rica facente parte della provincia di San José.
È fra i cantoni con il più alto indice di urbanizzazione del Valle Centrale.
Nel territorio del cantone di Montes de Oca sorgono alcuni dei principali centri commerciali dell'area metropolitana di San José (Mall San Pedro) e alcune università (Universidad de Costa Rica).
Ubicato nel Valle Centrale, forma parte del nucleo metropolitano di San José e confina a nord con il cantone di Goicoechea, a est con il cantone di Cartago, a sud con quelli di San José, La Unión e Curridabat, a ovest con il San José.
In epoca precolombiana fu territorio appartenente al Regno degli Huetares dell'ovest. Intorno al 1700 fu fondato un nucleo urbano che inizialmente prese il nome di Santiago de la Granadilla, quindi il nome fu cambiato in San Pedro de Montes de Oca, in onore di Faustino Montes de Oca, famoso uomo politico originario di quella zona.
Il cantone di Monte de Oca fu istituito con legge il 2 agosto 1915.

## Geografia antropica

### Suddivisioni amministrative
Il cantone  è suddiviso in 4 distretti:
- Mercedes
- Sabanilla
- San Pedro
- San Rafael